# Facultad de Enfermería y Obstetricia
La Facultad de Enfermería y Obstetricia (FEnO) pertenece a la Universidad Nacional Autónoma de México y se ubica en Tlalpan en la Ciudad de México.
Actualmente es encabezada por la Mtra. Rosa Amarilis Zárate quien fuera electa por la H. Junta de Gobierno de la UNAM para el periodo 2019-2023 y posteriormente reelecta para el periodo 2023-2027.

## Historia
La Escuela Nacional de Enfermería y Obstetricia (ENEO) tiene su origen en 1905 con el proyecto del entonces presidente de la República Mexicana General Porfirio Díaz y del Dr. Eduardo Liceaga Director del Consejo Superior de Salubridad y Director de la Escuela de Medicina, plan que culmina el año de 1907, cuando abre sus puertas la naciente Escuela de Enfermería, dependiente del Hospital General de México y en 1911 se elabora el primer Plan de Estudios para la Carrera de Enfermeras y Parteras, que se implementa durante el año de 1912.
En 1992 se construye la biblioteca de la ENEO.
Con la Lic. Susana Salas Segura en los años de 1994 al 2003, la ENEO se convierte en Centro Colaborador de la OMS; se inician estudios de posgrado entre los años de 1997 a 2002 con el Plan Único de las Especialidades de Enfermería; en el mismo 2002 se aprueba Plan de Estudios del Programa de Maestría en Enfermería por los CAAByS, además de iniciarse los programas de alta exigencia académica (PAEA), PRONABES y PROBETEL; se inaugura el laboratorio de Fundación UNAM.
El 29 de marzo de 2022 el Consejo Universitario de la UNAM aprobó la modificación de la denominación del Programa de Maestría en Enfermería por la de Programa de Maestría y Doctorado en Enfermería con lo que también se aprobó la creación del doctorado en enfermería teniendo entre sus entidades participantes a la ENEO, derivado de lo anterior el 30 de marzo de 2023 el mismo Consejo Universitario aprobó la transformación de la ENEO en la Facultad de Enfermería y Obstetricia (FEnO).

### Directores
| Directores de la Escuela Nacional de Enfermería y Obstetricia (1945-2023) y de la Facultad de Enfermería y Obstetricia (desde 2023) | Directores de la Escuela Nacional de Enfermería y Obstetricia (1945-2023) y de la Facultad de Enfermería y Obstetricia (desde 2023) |
| Directores | Periodo |
| --- | --- |
| Everardo Landa Carrasco | 1945-1948 |
| Emilia Leija Paz de Ortiz | 1949-1956 |
| Alfredo López de Nava | 1957-1961 |
| Lázaro Pavía Crespo | 1961-1963 |
| José L. Amor | 1963 |
| Rafael Tovar VillaGordoa | 1964-1966 |
| Esther Chapa Tijerina | 1966 |
| Alejandro Guevara y Rojas | 1967-1974 |
| Marina Guzmán Vanmeeter | 1975-1982 |
| María Esther Hernández Torres | 1983-1986 |
| Graciela Arroyo de Cordero | 1987-1994 |
| María Celia Susana Salas Segura | 1995-2002 |
| Severino Rubio Domínguez | 2003-2010 |
| Dolores Zarza Arizmendi | 2011–2018 |
| Rosa Amarilis Zárate Grajales | 2019-actualidad |

## Las carreras que se imparten son
- Lic. en enfermería y obstetricia (8 semestres).
- Lic. en enfermería (8 semestres).